# Jaskinia Wierzchowska Górna
Jaskinia Wierzchowska Górna – jaskinia na Wyżynie Krakowsko-Częstochowskiej, na zboczu górnej części Doliny Kluczwody w miejscowości Wierzchowie, w odległości ok. 1 km od drogi krajowej nr 94. Jest drugą pod względem długości jaskinią na Wyżynie Krakowsko-Częstochowskiej. W skałach, w których znajduje się ta jaskinia są także trzy inne, mniejsze jaskinie: Schronisko przy Wierzchowskiej Górnej Pierwsze, Schronisko przy Wierzchowskiej Górnej Drugie i Schronisko przy Wierzchowskiej Górnej Trzecie.

## Informacje ogólne
Jaskinia Wierzchowska powstała w wapieniach górnojurajskich, stanowi przykład podziemnej formy krasowej. Ma złożony system korytarzy i komór. Posiada trzy otwory wejściowe skierowane na północny zachód.
Korytarze mają łącznie 975 m. Temperatura powietrza ok. 7,8 °C. Hala Wielka Dolna, znajdująca się w tej jaskini, należy do największych na Jurze.

## Historia
Pierwsze wzmianki o jaskini pochodzą z 1853 roku. W II połowie XIX wieku obszar badany był przez Jana Zawiszę w latach 1871–1873 i Gotfryda Ossowskiego w latach 1884–1886. Badania potwierdziły istnienie intensywnego osadnictwa w tym regionie już w epoce neolitu (ok. 7 tys. lat). Archeolodzy znaleźli fragmenty naczyń i narzędzi oraz ślady po ogniskach. Ciekawie prezentują się osady jaskiniowe z punktu widzenia paleontologii. W namulisku natrafiono m.in. na kości niedźwiedzi jaskiniowych, hien oraz innych zwierząt występujących na tym obszarze w epoce lodowcowej.
W XIX wieku intensywnie rozwijał się ruch turystyczny. Do Ojcowa zjeżdżali kuracjusze, a część z nich chętnie odwiedzała znaną już wówczas Grotę Wierzchowską, która jako jedna z pierwszych jaskiń w Europie została przystosowana do obsługi ruchu turystycznego. Otwory zabezpieczono drewnianą palisadą, wewnątrz zainstalowano oświetlenie z chińskich lampionów oraz przygotowano przewodników.

## Współczesność
Dzisiaj Wierzchowska jest najdłuższą przystosowaną do zwiedzania jaskinią w Polsce. Prowadzi przez nią wytyczona, bezpieczna i profesjonalnie oświetlona trasa wiodąca poprzez kręty Przesmyk Długi, Salę z Kotłami i Hotelik do największej komory jaskiniowej, Sali Balowej i dalej do Sali Człowieka Pierwotnego. Można spotkać nietoperze (głównie podkowce małe) oraz pająki: sieciarze jaskiniowe.
Jaskinię można zwiedzać wyłącznie z wykwalifikowanym przewodnikiem. Długość trasy turystycznej wynosi 700 m, czas zwiedzania to ok. 50 min. Możliwe jest zwiedzanie stanowisk archeologicznych (osadnictwo neolityczne).
Czynna od 9 kwietnia do 30 listopada, również w każdy weekend I kwartału (z wyjątkiem pierwszego weekendu stycznia), oraz w terminach ferii zimowych w woj. małopolskim i śląskim od 1000 do 1500. Zwiedzanie o pełnej godzinie.
Jaskinia Wierzchowska otrzymała status pomnika przyrody na terenie Jurajskiego Parku Krajobrazowego „Dolinki Podkrakowskie” i stanowi jeden z najciekawszych obiektów znajdujących się na jego terenie.
Jaskinia Wierzchowska Górna jest położona na terenie obszaru Natura 2000 – PLH120005 „Dolinki Jurajskie”.

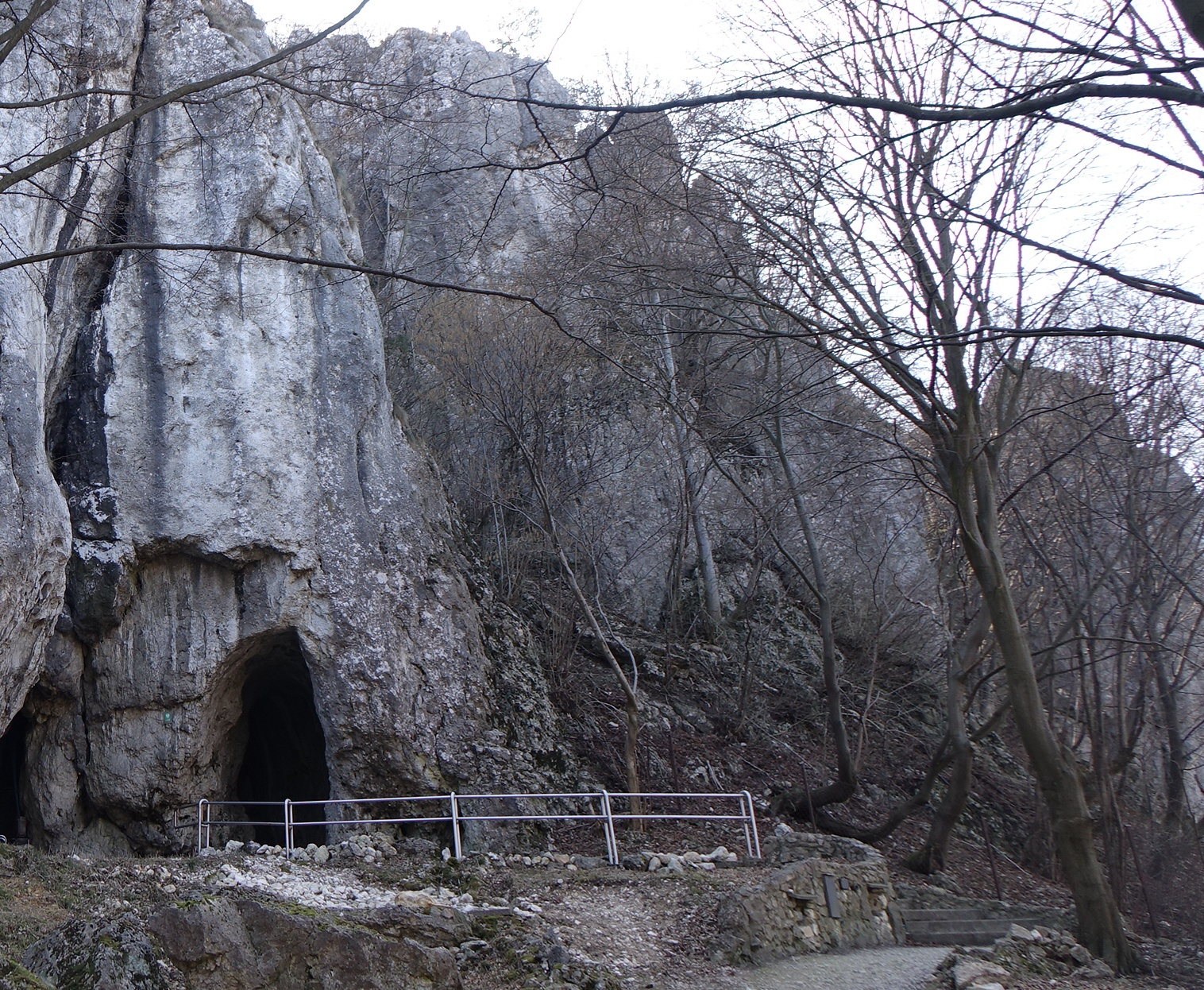
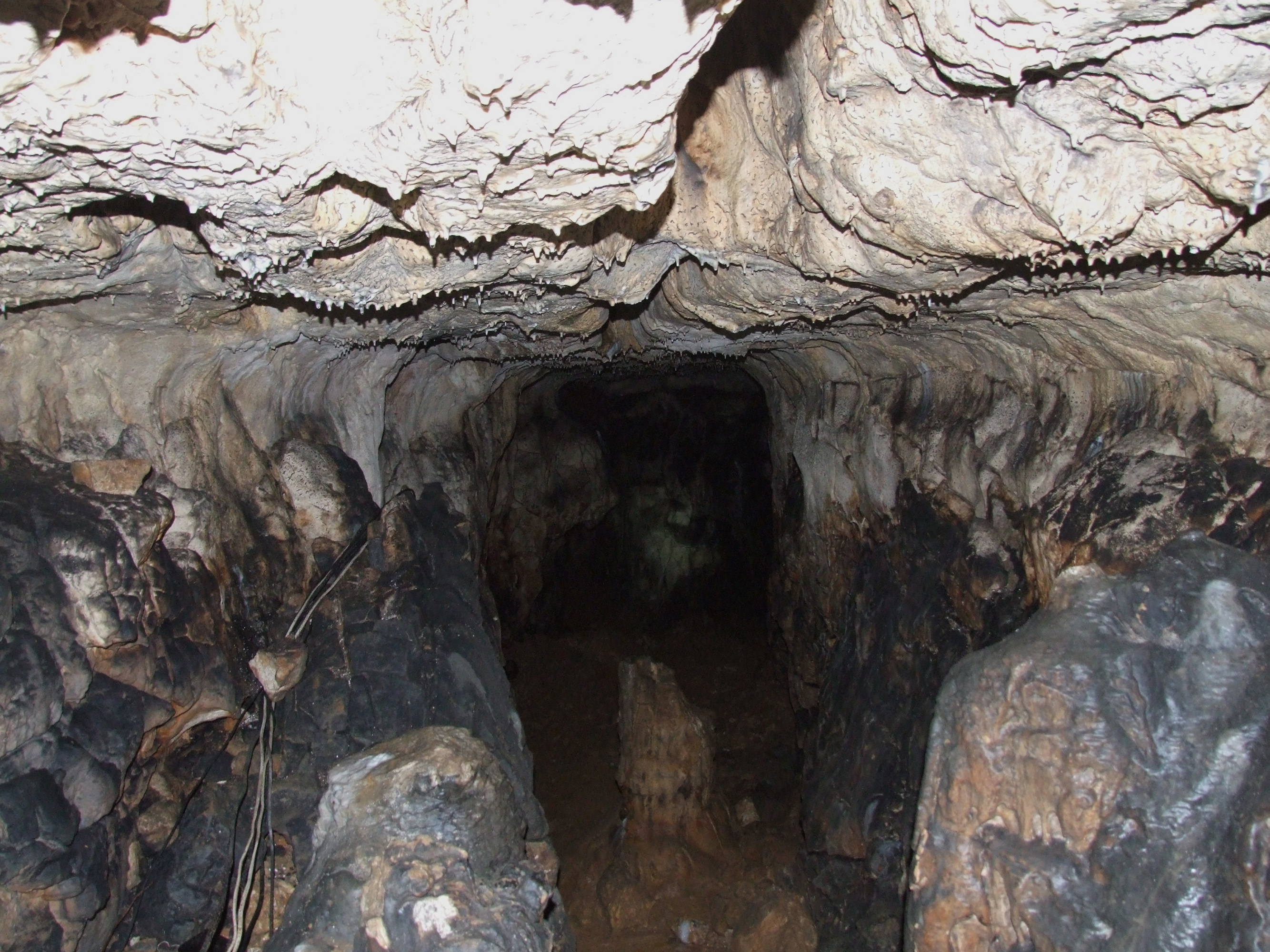
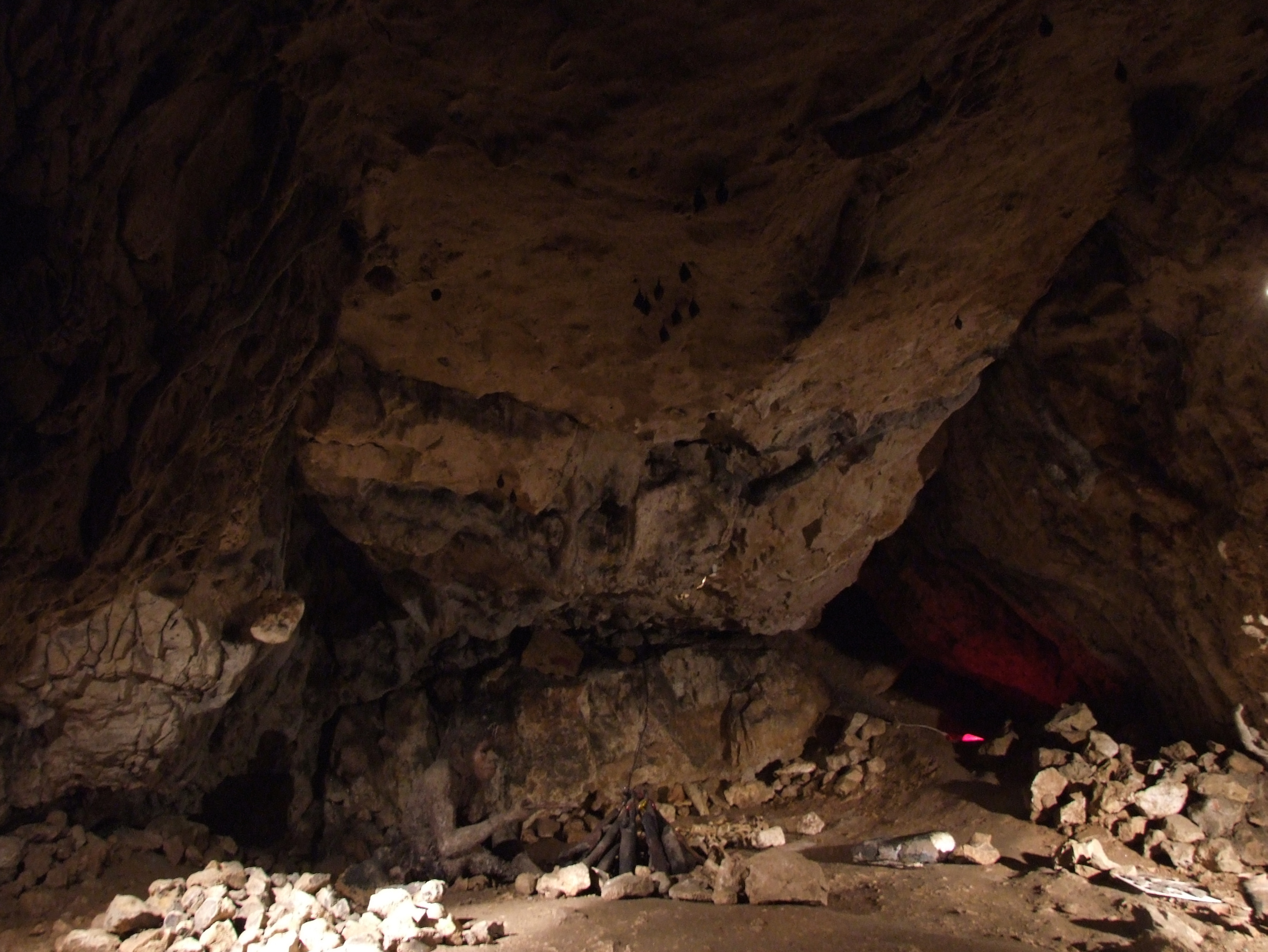
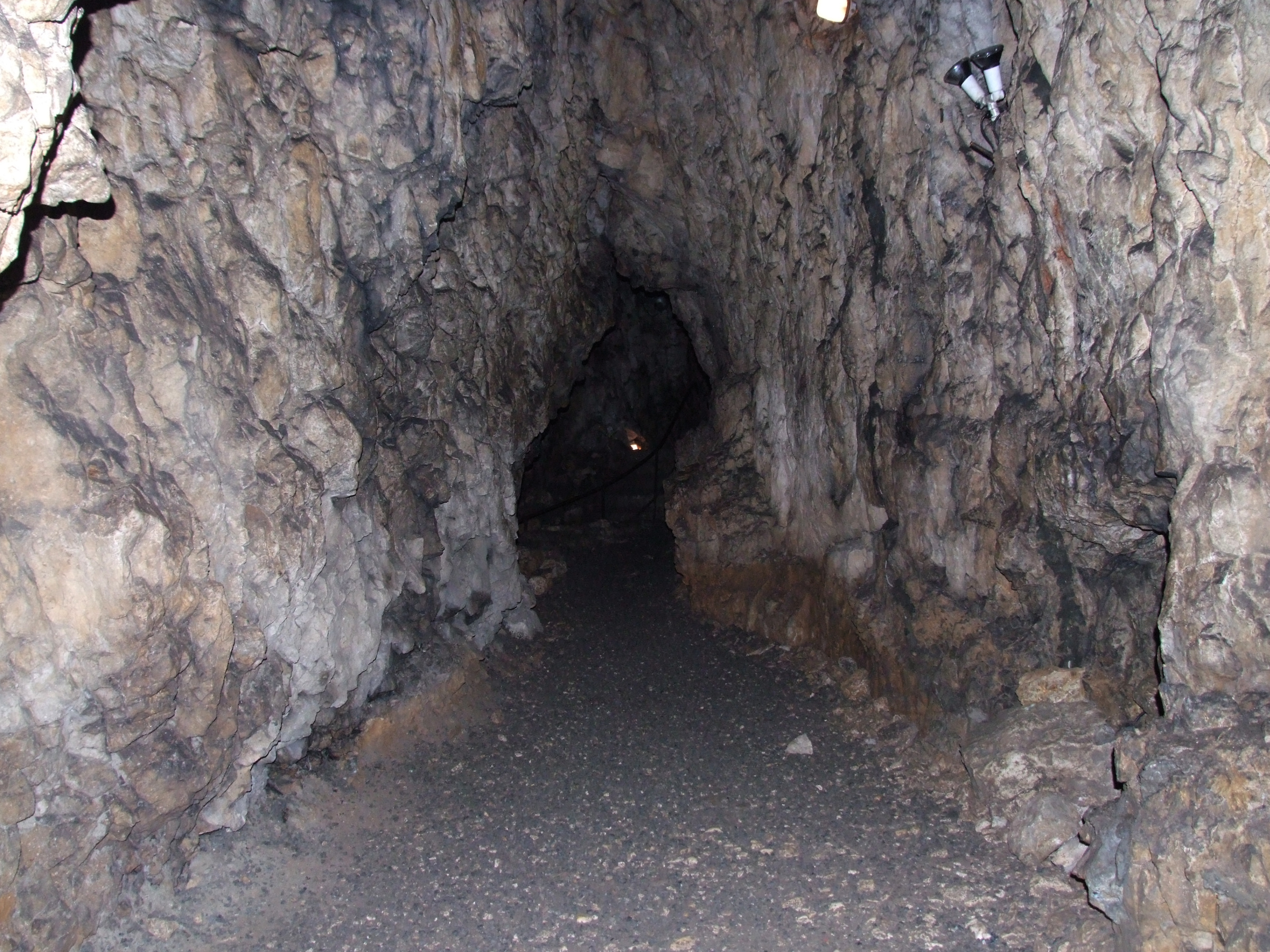
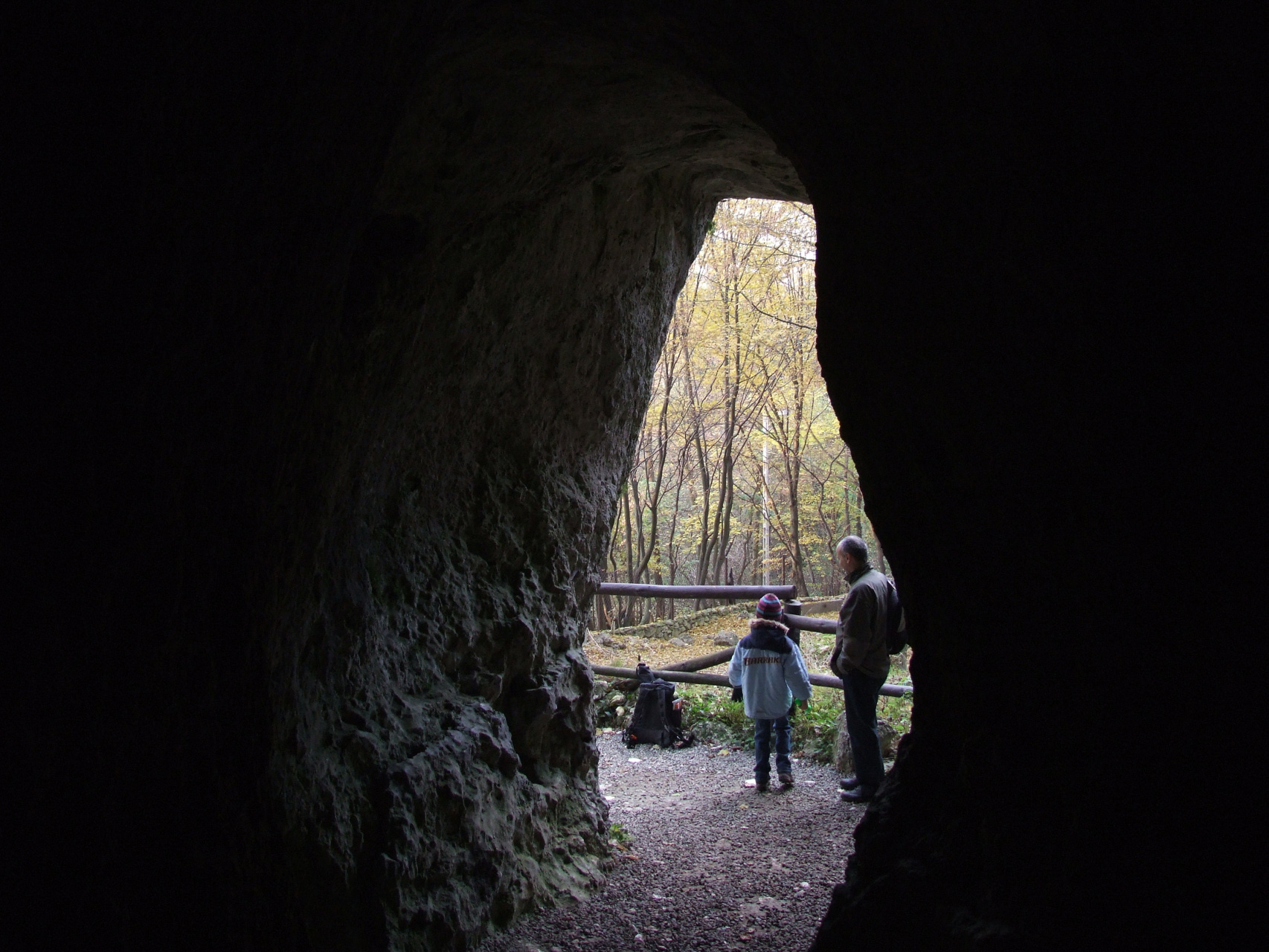